# 공정석

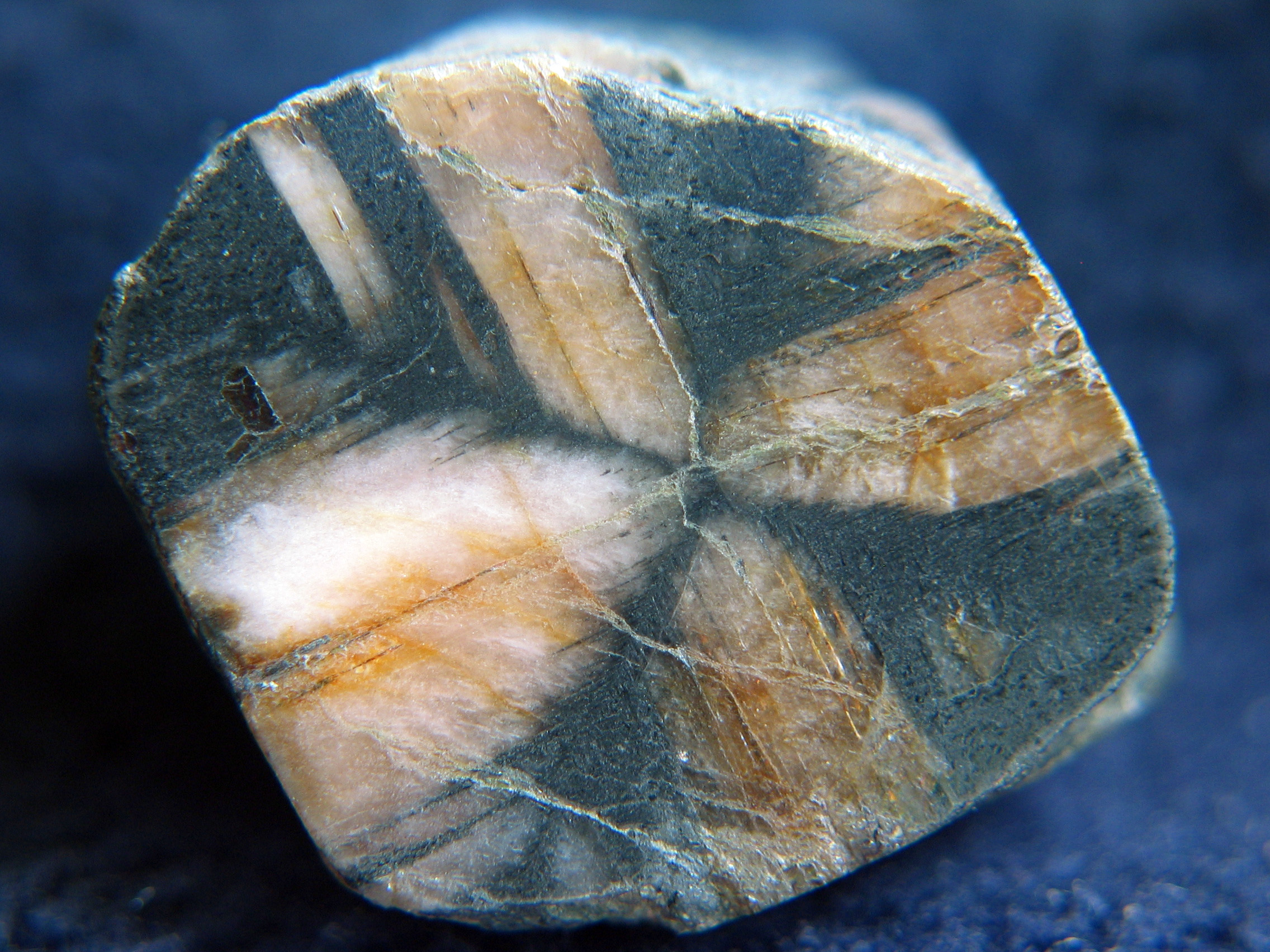
산티아고데콤포스텔라, 스페인에서 온 표본

공정석(Chiastolite, /kaɪˈæstəˌlaɪt/은 Al2SiO5의 화학 조성을 가진 광물 홍주석의 변종이다. 특징적인 십자 모양의 검은색 흑연 포유물로 유명하다. 이 십자가 존재하기 때문에 이 광물은 보석으로 사용되었다. 공정석 표본은 16세기부터 스페인 산티아고데콤포스텔라에서 돌아오는 순례자들이 제공한 부적이나 기념품으로 유럽 전역에 배포되었다. 오래된 광물학 서적에서 공정석은 십자돌을 의미하는 라피스 크루시퍼 또는 라피스 크루시아투스라는 이름으로 인용된다. 공정석의 첫 번째 그림은 1648년에 출판된 라에트의 책 De Gemmis et Lapidibus에 나온다. 순례자들에게 판매된 공정석 표본은 아스투리아스주에서 나왔는데, 그곳은 보알 지역에서 매우 흔하고 큰 표본이 많다.
미국 조지타운 주변 지역에서 변성된 퇴적물에는 흑연이 풍부한 변성퇴적물에 홍주석과 공정석이 포함되어 있었다. 공정석 결정은 위정석적으로 백운모, 파라고나이트, 마르가라이트의 혼합물로 변성되었다. 칼슘이 풍부한 마르가라이트는 공정석 내의 흑연이 풍부한 십자가나 띠를 따라 형성되는 경향이 있다. 광물학적으로 이 발견은 세 가지 흰색 운모 상이 모두 평형 집합으로 존재하기 때문에 중요하다.
공정석 십자가 형성되는 것에 대한 몇 가지 이론이 있지만, 가장 널리 받아들여지는 이론은 1934년 프론델이 제안한 것으로, 홍주석 결정의 빠르게 성장하는 모서리에 불순물이 선택적으로 부착된다는 것이다. 이러한 불순물(주로 흑연으로 구성됨)의 농도가 증가함에 따라 결정의 성장이 둔화된다. 이 농축된 불순물 침전물은 홍주석 반상변정의 성장에 흡수되면서 재진입을 형성한다. 성장-지연-성장의 순환이 반복되어 4개의 방사형 "팔"을 따라 깃털 같은 흑연 패턴을 만든다.